# فاندلفيل
فاندلفيل (بالفرنسية: Vandeléville)‏ هي بلدية تقع في فرنسا في Canton of Colombey-les-Belles.[بحاجة لمصدر] يقدر عدد سكانها بـ 202 نسمة ومساحتها 9.86 كم2 وترتفع عن سطح البحر 326 متر.